# 苏涅
蘇涅（發音：[sɔ́ n̥ɪʔ]），旧譯鄒聶，又譯修列，1298年至1325年任蒲甘總督，他是緬甸蒲甘王朝末代君主覺蘇瓦的兒子。撣族三兄弟阿丁克亞、亞扎丁堅、底哈都廢黜了覺蘇瓦，立蘇涅為名義上的蒲甘國王，蘇涅實際上只是臣服於阿丁克亞的蒲甘總督，權力僅止於蒲甘城周邊。1325年，蘇涅逝世，其子吾者那繼位為蒲甘總督。